# قاسم واسطی
ابومحمد قاسم واسطی (۱۱۵۶-۱۲۲۹) (نسب: قاسم بن قاسم بن عمر بن منصور) زبان‌شناس، نویسنده، ادیب و شاعر عراقی بود که به تدریس نیز پرادخت. از آثار او چند شرح‌نویسی و خطبه‌های کوتاه است.     